# Chichicaste grandis
Chichicaste grandis es una especie de planta fanerógama perteneciente a la familia Loasaceae originaria de Centroamérica. Es la única de su género (monotípica).

## Descripción
Es una planta herbácea erecta de corta duración que mide hasta 4 metros de altura y está cubierta con pelos urticantes, débilmente ramificada. Las hojas inferiores son opuestas, las superiores alternas, las láminas de las hojas son ovaladas con el borde ligeramente lobulado y estriado.
Las inflorescencias son terminales. Las flores con los pétalos de color verde a blanco cremoso. El fruto es una cápsula de tamaño mediano, aproximadamente redonda. Las semillas tienen una piel exterior en forma de red.

## Taxonomía
Chichicaste grandis fue descrita por (Standl.) Weigend  y publicado en Taxon 55(2): 465. 2006.

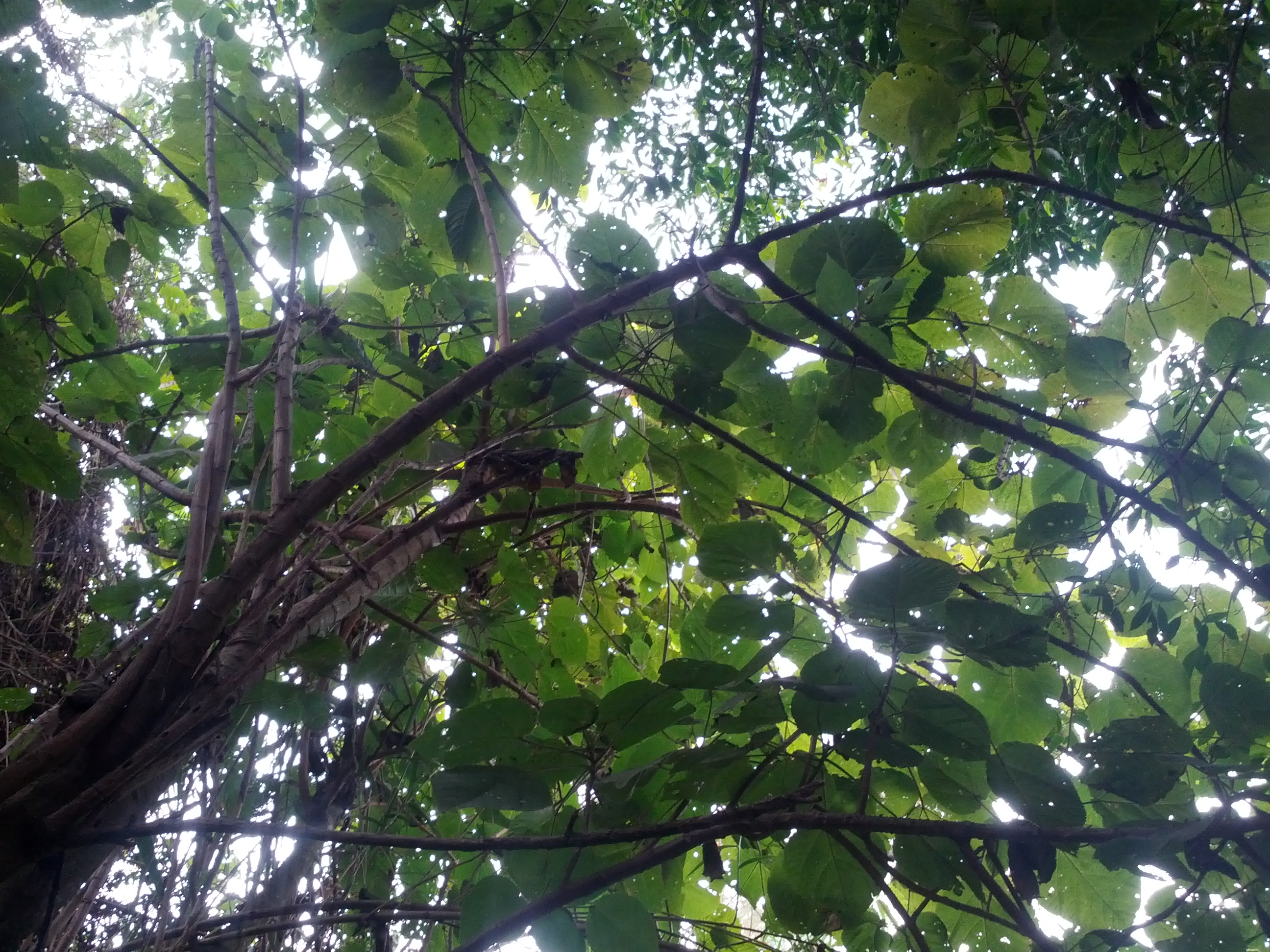
Chichicaste adulto, de unos 5 m de altura.